# Bilsdorf
Bilsdorf (luxembourgeois : Bilschdref) est un village luxembourgeois de l'ancienne commune d'Arsdorf, situé dans la commune de Rambrouch dans le canton de Redange.